# Anton Kowalewskyj

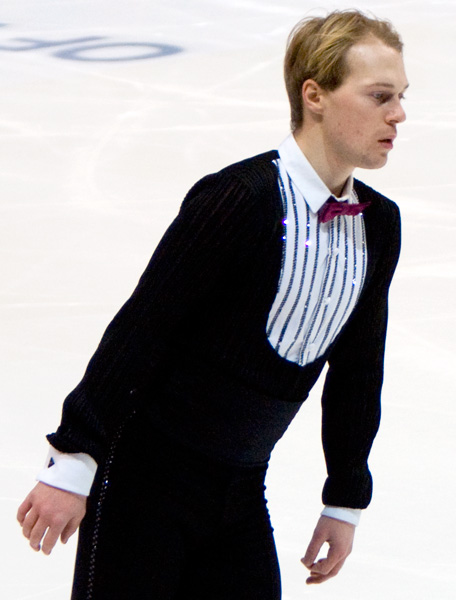
Kowalewskyj beim Cup of Russia, 2010

Anton Wolodymyrowytsch Kowalewskyj (ukrainisch Антон Володимирович Ковалевський, * 9. März 1985 in Kiew, Ukrainische SSR, Sowjetunion) ist ein ehemaliger ukrainischer Eiskunstläufer, der im Einzellauf startete.
Der fünffache ukrainische Meister, der bei Michael Huth in Oberstdorf trainiert, nahm im Zeitraum von 2006 bis 2011 an allen Weltmeisterschaften und mit Ausnahme von 2008 an allen Europameisterschaften teil. Sein bestes Ergebnis bei Weltmeisterschaften war der 16. Platz, den er 2006, 2010 und 2011 erreichte, und sein bestes Ergebnis bei Europameisterschaften war der 13. Platz, den er 2007 und 2010 belegte. Kowalewskyj nahm an zwei Olympischen Spielen teil. 2006 in Turin wurde er 20. und 2010 in Vancouver 24.

## Ergebnisse
| Wettbewerb / Jahr           | 2001 | 2002 | 2003 | 2004 | 2005 | 2006 | 2007 | 2008 | 2009 | 2010 | 2011 |
| --------------------------- | ---- | ---- | ---- | ---- | ---- | ---- | ---- | ---- | ---- | ---- | ---- |
| Olympische Winterspiele     |      |      |      |      |      | 20.  |      |      |      | 24.  |      |
| Weltmeisterschaften         |      |      |      |      |      | 16.  | 24.  | 20.  | 22.  | 16.  | 16.  |
| Europameisterschaften       |      |      |      |      |      | 16.  | 13.  |      | 19.  | 13.  | 15.  |
| Juniorenweltmeisterschaften | 21.  | 13.  | 7.   | 18.  |      |      |      |      |      |      |      |
| Ukrainische Meisterschaften | 1. J | 3.   | 2.   | 2.   | 3.   | 1.   | 1.   |      | 1.   | 1.   | 1.   |

- J = Junioren